# Femme Fatale (álbum de Britney Spears)
Femme Fatale es el séptimo álbum de estudio de la cantante estadounidense Britney Spears, fue publicado el 29 de marzo de 2011 por el sello discográfico Jive Records. El álbum está conformado por doce canciones en su edición estándar y con cuatro pistas adicionales en su edición de lujo (cinco en Japón); cuenta con letras centradas, principalmente, en el sexo y en las experiencias en las discotecas. La mayoría son canciones de estilo dance pop contemporáneo con influencias de géneros de música electrónica como el dubstep. Spears grabó Femme Fatale durante año y medio y se lo dedicó a sus seguidores, a modo de agradecimiento por su apoyo incondicional.
Sus créditos abarcan a varios letristas y productores de alto prestigio, tales como Bloodshy & Avant, Fraser T. Smith, will.i.am y, especialmente, Dr. Luke y Max Martin, sus dos productores ejecutivos, quienes respaldaron la mayor parte del álbum junto con sus aprendices y colegas, denominados protégés. Cada uno produjo canciones con efectos de audio numerosos, tales como la robotización parcial de la voz de Spears. Como resultado, Femme Fatale contó con un 67% de aprobación crítica, según el sitio web Metacritic. Al respecto, medios como Allmusic y Rolling Stone lo describieron como un «paraíso de la producción» y como una obra dance pop «vanguardista». Además, lo compararon al quinto álbum de estudio de la cantante, Blackout (2007), y lo catalogaron como su posible mejor trabajo discográfico de toda su carrera.
Considerado como uno de los álbumes más esperados del año, su promoción involucró el lanzamiento de cuatro exitosos sencillos: «Hold It Against Me», «Till the World Ends», «I Wanna Go» y «Criminal». Los tres primeros figuraron entre los diez primeros éxitos semanales en varios países, como Estados Unidos, donde Femme Fatale se alzó como el álbum de estudio de Spears con más temas que alcanzaron las diez primeras posiciones de la lista Billboard Hot 100. «Hold It Against Me» debutó en la cima del Hot 100, convirtiéndose en el cuarto sencillo número uno de la cantante en Estados Unidos, luego de romper récords en las radios y en ventas de descargas, mientras que «Till the World Ends» alcanzó el número tres en la misma lista y fue considerada una de las mejores canciones del año, según los críticos. En el mismo período, Spears colaboró en una remezcla del sencillo «S&M», perteneciente a la cantante barbadense Rihanna, el que le valió a ambas un nuevo éxito número uno en Canadá y Estados Unidos. La promoción del álbum también contempló a la gira internacional Femme Fatale Tour, la que se convirtió en una de las más exitosas del año, luego de recorrer Estados Unidos, Canadá, Europa, los Emiratos Árabes Unidos y América Latina, y tras haber recaudado un total de US$68 700 000. La gira además comprendió la publicación del álbum en formato de video Britney Spears Live: The Femme Fatale Tour.
Al igual que sus antecesores, Femme Fatale debutó entre las diez primeras posiciones en las listas de ventas de numerosos mercados importantes, tales como el asiático Japón, los latinoamericanos Argentina y México, y los europeos Alemania, España, Francia, Italia, los Países Bajos y el Reino Unido. Asimismo, debutó como éxito número uno en los mercados angloamericanos Canadá y los Estados Unidos, y en el oceánico Australia. En Estados Unidos, se convirtió en el sexto álbum de la cantante que debutó en el primer lugar de la lista Billboard 200, luego de vender 276 000 copias durante su semana de publicación, con lo que consolidó a Spears como la artista femenina más joven con más álbumes número uno en el país. Acto seguido, la Recording Industry Association of America (RIAA) lo certificó disco de platino, por contar con un millón de copias comercializadas en los Estados Unidos, mientras que varios organismos asociados a la Federación Internacional de la Industria Fonográfica (IFPI) le otorgaron certificaciones similares en países como Australia, Canadá, Francia, Irlanda, el Reino Unido y Suecia.

## Antecedentes y publicación
El primer antecedente oficial que se tuvo del álbum, data del 1 de marzo de 2010, día en que uno de los sitios webs oficiales de Spears confirmó que estaba siendo grabado. Durante el primer semestre de aquel año, varios letristas y productores dieron a conocer que se encontraban trabajando en él. Posteriormente, en septiembre de 2010, Jive Records organizó un «campo de escritura» en el estado de Texas, en el que sus letristas fueron instruidos e incitados a intercambiar ideas. En el mismo mes, la revista Billboard dio a conocer que su publicación sería realizada al año siguiente y que sus productores ejecutivos serían Max Martin y Dr. Luke, quien a fines del mes siguiente declaró en una rueda de prensa:

«Britney Spears es un icono y yo no quiero decepcionar a nadie. Sin embargo, lo más importante es que quiero hacer música buena. Por ello es que estoy emocionado de ser el coproductor ejecutivo del álbum con Max Martin, la persona que inventó a Britney, pues ella es como un vehículo increíble para conseguir que la música llegue a una cantidad cuantiosa de personas de todos los países. [...] Quiero que el sonido del álbum sea un poco más duro en algunos aspectos y, quizás, un poco más profundizado en la música electrónica, más sucio».
Dr. Luke

Siguiendo dichas declaraciones, entre octubre y noviembre de 2010, se grabaron cuatro canciones para el álbum, incluyendo su primer sencillo. Posteriormente, el 2 de diciembre de 2010, día de su cumpleaños número 29, Spears anticipó que éste estaba casi terminado, que estaba «enamorada de él» y que sería publicado en marzo de 2011. Tras el anuncio, Billboard y MTV lo catalogaron como uno de los álbumes más esperados del año. Finalmente, el 2 de febrero de 2011, la cantante dio a conocer su título y portada, y sostuvo:

«He derramado mi alma y corazón en este álbum en los últimos dos años. He puesto todo lo que tengo en él. ¡Este álbum es para ustedes, mis fans, que siempre me han apoyado y han estado a mi lado en cada paso del camino! ¡Los amo a todos!»
Britney Spears

El mismo día, Jive Records extendió un comunicado de prensa que confirmó la noticia. En él sostuvo que Femme Fatale «es un tributo para las mujeres y los hombres poderosos, llenos de confianza, divertidos y sexies». Desde entonces, su título se alzó como el tema más comentado en Twitter, durante siete días con siete horas y cuarenta y cinco minutos consecutivos, y se convirtió en el trending topic de música más duradero en la historia de la red social. Seis días después, Spears dio a conocer que el álbum sería publicado el martes 29 de marzo de 2011 en Estados Unidos. A ello le siguió una campaña masiva de publicación de teasers de sus canciones. No obstante, el viernes 11 de marzo de 2011 se filtró completamente en internet. Aun así, sus fechas de publicación no fueron adelantadas y una vez que acontecieron, le convirtieron en el primer álbum de estudio de la cantante en un poco más de dos años y tres meses desde que publicó al sexto de ellos, Circus, el que vendió más de 3 400 000 copias, luego de convertirse en éxito número uno en ventas en mercados como los Estados Unidos y Europa.

## Contenido

### Letras y sonidos
«Till the World Ends» abre el álbum; es una canción dance pop y electropop con influencias urbanas y una letra que incita a bailar hasta el fin de los tiempos, utilizando versos desafiantes y un estribillo de exclamaciones. Le sigue «Hold It Against Me» que presenta un estilo dance pop contemporáneo y explota elementos abundantes del dubstep. Su letra trata sobre los deseos amorosos y sexuales que surgen cuando dos personas coquetean en una discoteca. La siguiente, «Inside Out», es su pieza única de sonido ralentizado que combina el dubstep con el rhythm and blues; cuenta con alusiones a las letras de «...Baby One More Time» y «(You Drive Me) Crazy» y trata sobre el último encuentro sexual con un pareja que conoce sus deseos a la perfección. «I Wanna Go» es una canción Hi-NRG con una base de guitarra, bajo y teclado. Incorpora silbidos programados, manipulación vocal de sílabas y una letra que alude a dejar a un lado las inhibiciones sin importar las consecuencias. La quinta pista del Femme Fatale es «How I Roll» que presenta una estructura pop que incorpora sonidos de burbujas, voces masculinas, respiraciones vocales y gemidos. Su letra se basa en una chica que alude a su forma de coquetear y que desafía a un hombre a que sea su amante por una noche. «(Drop Dead) Beautiful», su canción más influenciada por el rhythm and blues y el hip hop, cuenta con una estructura repetitiva, con una letra bromista destinada a conquistar a un chico guapo y con un verso de rap interpretado por la cantante Sabi. Su séptima pista, «Seal It with a Kiss», incorpora exclamaciones programadas y una letra basada en una relación amorosa y sexual secreta. Su pista siguiente es «Big Fat Bass», la que cuenta con la colaboración de will.i.am de The Black Eyed Peas. Esta se presenta como un pastiche de momentos y sonidos, entre los cuales se incluyen voces robotizadas, un verso de rap, melodías de pianos, tambores y sintetizadores, canto hablado y una letra con alusiones sexuales presentes a través de la obsesión con un bajo.
La novena pista de Femme Fatale es la canción dance pop y dubstep «Trouble for Me», cuya letra describe a un hombre que es considerado un problema por su pareja y que, aun así, se torna indispensable a la hora de los excesos. «Trip to Your Heart», su pieza única de estilo netamente electropop, es una canción de medio tiempo que presenta un manifiesto de amor. «Gasoline» cuenta con metáforas sexuales abundantes conducidas por la melodía de una guitarra. La edición estándar de la obra cierra con «Criminal», la canción más próxima a una balada y más influenciada por Madonna. Su estructura incorpora melodías de guitarra, teclado y flauta y una letra que narra cómo una persona cuenta a su madre sobre su relación amorosa con un delincuente. La primera pista adicional de Femme Fatale es «Up N' Down», canción dance pop con un ritmo four-on-the-floor y una letra que se basa en una chica osada que consigue llamar la atención de los hombres y ser la envidia de las mujeres en una discoteca. La segunda es la canción de medio tiempo «He About to Lose Me», conducida por la melodía de una guitarra; su letra da a conocer la perspectiva de una mujer comprometida que conoce a otro hombre y termina siendo infiel. La siguiente es «Selfish», canción con influencias pronunciadas de la música electrónica y con una letra narrada por una chica que somete a uno de sus pares a tener sexo. El cuarto bonus track es «Don't Keep Me Waiting», altamente influenciada por el rock, cuya estructura incorpora la melodía de una interpretación en batería y una letra que alude a no perder el tiempo a la hora de tener sexo. El último es la canción dance pop «Scary» que incorpora una melodía fantasmal y una letra que cita el desear sexualmente el cuerpo de un par.

### Sesión fotográfica y folleto
Jackie Murphy creó el folleto de Femme Fatale bajo la dirección artística de Jeri Heiden y Nick Steinhardt, quien también se encargó de su diseño. Este se basó en ocho fotografías desprendidas de una sesión fotográfica que Spears hizo especialmente para el álbum, el jueves 27 de enero de 2011. La sesión estuvo a cargo del fotógrafo estadounidense Randee St. Nicholas; para ella, la cantante fue maquillada por Fran Cooper, peinada por Philip Carreón y estilizada por Dave Thomas. De las fotografías, una se desprendió como un primer plano sexy de Spears, con un fondo blanco, y fue utilizada para crear la portada de Femme Fatale, la que fue producida por Ryan Supple. En suma, de la sesión fueron publicadas quince fotografías, de las cuales algunas inéditas formaron parte de la versión Premium Fan Edition del álbum. Asimismo, tres fueron utilizadas para crear las portadas de sus sencillos «Hold It Against Me», «Till the World Ends» y «Criminal», y otra para crear parte de la portada de la remezcla de «S&M» de Rihanna en el que Spears colaboró. Varias prendas de vestir que la cantante utilizó en la sesión, fueron diseñadas por la firma italiana de moda Dolce & Gabbana. Al respecto, sus fundadores sostuvieron:

«Ella [Britney Spears] siempre ha sido una de nuestras artistas favoritas, ya que ha sido capaz de permanecer fiel a sí misma y a su estilo a través del tiempo. Con su música ha influenciado e inspirado a generaciones completas por más de diez años, manteniéndose siempre en la cima, así que no podemos dejar de felicitarla por este nuevo e importante logro [Femme Fatale]».
Domenico Dolce y Stefano Gabbana

## Letristas y productores
La producción ejecutiva de Femme Fatale estuvo a cargo del dúo conformado por el sueco Martin «Max Martin» Sandberg y el estadounidense Lukasz «Dr. Luke» Gottwald, quienes son considerados como dos de los letristas y productores más prestigiosos de la industria de la música, de acuerdo a la revista Billboard, y quienes ya habían trabajado con Spears en el pasado, especialmente el primero. Sus créditos abarcan a un total de treinta y siete letristas, de los cuales diecisiete también son productores discográficos de nacionalidades estadounidense, canadiense, sueca, británica, noruega y francesa; siendo varios de alto prestigio.
En términos musicales, Femme Fatale fue producido, en su mayoría, por sus dos productores ejecutivos. De ambos, Max Martin produjo parte original de seis álbumes anteriores de Spears, incluyendo a los superventas ...Baby One More Time (1999) y Oops!... I Did It Again (2000). En Femme Fatale el dúo produjo a cuatro canciones con dos figuras surgientes: el canadiense Mathieu «Billboard» Jomphe, con quien produjeron a «Till the World Ends», «Hold It Against Me» e «Inside Out»; y el dúo canadiense Dream Machine, con quien produjeron a «Seal It with a Kiss». De ellas, «Till the World Ends» fue coescrita por el letrista sueco Alexander Kronlund y la letrista y cantante estadounidense Kesha, quien se declaró «honrada» de haber escrito para «uno de los mayores íconos del pop». A su vez, «Hold It Against Me» y otras cuatro canciones fueron coescritas por la letrista y cantante Bonnie McKee, quien además realizó la mayoría de los respaldos vocales.
Además, Max Martin produjo a «I Wanna Go» y «Criminal» junto a su protégé Karl «Shellback» Schuster, con quien previamente produjo a «3» de The Singles Collection (2009). El dúo también produjo junto a Oliver «Oligee» Goldstein al bonus track «Up N' Down», el que escribieron con el letrista Savan Kotecha. De todos, Shellback aseguró que la cantante es una profesional «increíble» en el estudio. Por otro lado, Dr. Luke produjo junto a su protégé Benjamin «Benny Blanco» Levin a «Gasoline», la que comenzó a ser escrita por el letrista Claude Kelly, imaginando a una Spears «deboradora de hombres». Previamente, el trío figuró en los créditos de Circus (2008). Otros protégés son Joshua «Ammo» Coleman y JMIKE, figuras surgientes que produjeron a «(Drop Dead) Beautiful» junto a Benny Blanco y Billboard. Esta cuenta con la colaboración de la cantante igualmente surgiente Sabi, quien se declaró «realmente afortunada» de haber sido escogida, pues creció «escuchando a Britney Spears».
Otro productor es el estadounidense Rodney «Darkchild» Jerkins, quien anteriormente respaldó canciones de Oops!... I Did It Again (2000) y Britney (2001). En Femme Fatale su producción abarca a los bonus tracks «He About to Lose Me» y «Don't Keep Me Waiting», de los cuales el segundo cuenta con la interpretación en batería de Travis Barker, miembro de la banda Blink-182. En ambos la voz de Spears no fue procesada con Auto-Tune, en respuesta a las solicitudes de los fans de la cantante, quien fue descrita por el productor como «una profesional veterana de primera categoría». Otro productor es Christian «Bloodshy» Karlsson, de Bloodshy & Avant, dúo sueco que produjo parte original de cinco trabajos discográficos anteriores de Spears, incluyendo a In the Zone (2003) y Blackout (2007). No obstante, su producción en Feme Fatale la realizó por primera vez para la artista sin su colega del dúo. Esta abarca a «How I Roll» y «Trip to Your Heart», las que produjo junto a sus compatriotas Henrik Jonback y Magnus Lidehäll.
Entre los productores que trabajaron por primera vez con la cantante se encuentran el dúo noruego Stargate y el francés Sandy Vee, quienes produjeron al bonus track «Selfish» luego de crear a los éxitos «Only Girl (In the World)» y «S&M» de Rihanna; citados como dos de sus «favoritos» por Spears. Al respecto el dúo declaró: «nunca nos reunimos o trabajamos con Britney, nosotros produjimos la canción y recibimos las vocales, unimos piezas y la terminamos». Otro productor es el británico Fraser T. Smith, quien produjo a «Trouble for Me», la primera canción grabada para Femme Fatale, y al bonus track «Scary», su única canción coescrita por Spears. El último aludido es will.i.am, líder de la agrupación The Black Eyed Peas, quien escribió, produjo y colaboró en «Big Fat Bass». Al respecto, sostuvo que pudo apreciar el «amor» de Spears por la música, como nunca antes había visto en otro artista, y señaló:

«El bajo es un elemento importante para la música bailable de las discotecas. "Big Fat Bass" celebra al bajo. Gracias Britney por colaborar, fue un placer trabajar contigo. Gracias por confiar en mis instintos, eres una muñeca. Espero poder trabajar contigo de nuevo. Es un honor porque pocas veces haces colaboraciones. Me alegra que te haya gustado "Big Fat Bass". Hice este pequeño arte en mi mac. Lo hice dentro de un avión que viajaba desde Japón a Los Ángeles. Espero que a tu Britney Army [Ejército de admiradores] le guste tanto como a nosotros».
will.i.am

En los créditos de escritura también figuran tres letristas acreditadas en álbumes anteriores de Spears: Tiffany Amber, Kasia Livingston y Nicole Morier. Asimismo, figuran Livvi Franc, Sophie Stern y Emily Wright, nativa de Glastonbury que además forma parte de la mayoría de los créditos de ingeniería y producción vocal. Finalmente, estos incluyen a letristas que previamente coescribieron sencillos de otros artistas populares: Jacob Kasher Hindlin, Jeremy Coleman, Heather Bright, Ina Wroldsen, Traci Hale y Esther Dean, reconocida por coescribir canciones de contenido sexual, y Michaela Shiloh y Thomas Lumpkins, miembros del equipo de escritura de Darkchild.

## Recepción crítica
En términos generales, Femme Fatale contó con una buena recepción crítica. De acuerdo con el sitio web Metacritic, el álbum contó con un 67% de aprobación. El estudio abarcó a veinticinco reseñas de los principales medios de comunicación de los Estados Unidos y el Reino Unido, incluyendo a: las revistas Rolling Stone y Spin; los periódicos Los Angeles Times, The New York Times, The Guardian y The Independent; los sitios webs Allmusic y Sputnikmusic; y las revistas en línea Slant Magazine y PopMatters. En definitiva, su sumario sostuvo:

«El séptimo álbum de estudio de la famosa artista pop [Britney Spears] promete una producción impecable y un sonido seductor perfecto para una fiesta de discoteca, con su sello de pop destinado a la pista de baile».
Metacritic

Una de las reseñas principales fue la que escribió el periodista y autor Jody Rosen de Rolling Stone, quien señaló que Femme Fatale puede ser considerado como el mejor álbum de Spears. Además, sostuvo que está enfocado a las fiestas y que cuenta con «melodías grandiosas» y «golpes» de estilo eurodisco, y citó a tres canciones: «Hold It Against Me», la que describió como «un desglose furioso y agresivo» del género dubstep; «How I Roll», la que llamó un «chisporroteo techno extrañamente hermoso»; y «Big Fat Bass», donde Spears se convierte en una «ciborg obsesionada» con el órgano masculino. Aunque sostuvo que su voz es «retorcida, rallada, procesada y/o robotizada» en casi todas las canciones, restó importancia a ello y la llamó «una aventurera». En definitiva, lo calificó con cuatro de cinco estrellas: la mejor calificación brindada por la revista a un álbum de la cantante. Reseña similar fue la que hizo el periodista Bill Lamb, del sitio web About, quien sostuvo que Femme Fatale cuenta con numerosas canciones dance-pop «sólidamente entretenidas y coherentes». Asimismo, señaló que su producción es «estelar», pues al trabajar con la cantante los productores «parecen profundizar y ampliar las barreras de sus trabajos anteriores». Además, destacó a cuatro canciones, incluyendo a «Hold It Against Me» y «Trouble for Me». Las otras dos fueron: «Big Fat Bass», la que aseguró está «llena de humor y efectos futuristas», y «How I Roll», su «gema pop indescriptible». Por otro lado, describió a «Inside Out» como «una de las canciones más sexies alguna vez grabada» con una letra basada en el término de una relación. En definitiva, catalogó a Femme Fatale como un «triunfo» y como el posible mejor álbum de Spears, le dio una calificación casi perfecta y sostuvo:

«Es evidente que, después de escuchar varias veces Femme Fatale, los dos últimos álbumes [de estudio de la cantante], Blackout y Circus, tan exitosos como fueron, eran solo los actos de calentamiento .Circus vendió 5 millones a nivel mundial siendo un éxito en este [Femme Fatale] es EL álbum contemporáneo de Britney Spears. También representa el estado artístico del dance-pop en la contemporaneidad. Lleno hasta el borde con efectos afilados de audio, letras de canciones sexies, humor genuino y un sentimiento de enfoque en la creación de música pop de calidad, Femme Fatale cimienta el estatus de Britney Spears como una de las mejores artistas femeninas de pop de todos los tiempos».
Bill Lamb, periodista especializado en música pop del sitio web About

De manera paralela, el editor Stephen Thomas Erlewine, del sitio web Allmusic, sostuvo que Femme Fatale es «en esencia, un remake más limpio y más elegante» del «llamativamente oscuro» Blackout. Además, le catalogó como el «paraíso de la producción», pues consideró que cada una de sus canciones cuenta con voces «manipuladas», «teclados vidriosos y ritmos insistentes» que se unen a través de arreglos que cambian de manera constante. En la misma línea, sostuvo que «es todo sobre el estilo superficial», el que es «impulsado» por su sonido y «establecido» por sus letras «hipersexuales». No obstante, sintió que estas son interpretadas «sin emoción». Finalmente, destacó a «Hold It Against Me», «Seal It with a Kiss» y «Big Fat Bass», y citó a Femme Fatale como un «clamor» creado por sus «productores de primera clase» y como un álbum casi tan «cautivador» como Blackout. Por ello lo calificó con media estrella menos que a este último, es decir, con tres estrellas y media de cinco. Por su parte, Tom Gockelen-Kozlowski, del periódico británico The Daily Telegraph, sostuvo que Femme Fatale es una «mezcla magistral» de pop «azucarado» y dubstep «más que cool». Además, señaló que con él Spears «se ha puesto a la vanguardia del pop», pese a contar con «una voz débil» y con «letras vacías». Finalmente, señaló que este cuenta con «ritmos robóticos y efectos vocales» que «viajan uno sobre otro», de manera «excéntrica» y efectiva, por lo que lo calificó con cuatro de cinco estrellas. En la misma línea, el reportero de música Robert Copsey, del sitio web británico Digital Spy, sostuvo que su producción es «brillante, fascinante y divertida». Además, citó que elementos como el dubstep «femenino» de «Inside Out», el desgloce de piano de la introducción de «Big Fat Bass» y las flautas «un tanto paganas» de «Criminal», mantienen la espectación desde principio a fin. Asimismo, señaló que se siente como el álbum «esperado» de Spears, tras Blackout, el que es considerado como uno de los álbumes de pop más influyentes desde que fue publicado en el año 2007. Finalmente, señaló que, pese a que sus productores siempre trabajan con más artistas contemporáneos y a que su temática «rara vez pasa de lo superficial», lo que le distingue del resto es la «capacidad inigualable de seducir» de Spears, por lo que le calificó con cinco estrellas.

## Controversia
Femme Fatale incluye una única canción coescrita por Spears: «Scary», correspondiente a su bonus track más exclusivo. El hecho llevó a que algunos medios generaran una controversia al cuestionar a la cantante por no formar parte de más créditos de escritura. En respuesta, varios letristas, productores y cantantes salieron en su defensa por iniciativa propia. Uno de ellos fue Ryan Tedder, líder de la banda estadounidense OneRepublic, quien sostuvo que el hecho demostró que Spears conoce a la perfección cuál es su lugar como intérprete, señalando:

«Ella no está intentando demostrar nada a nadie... Sinatra no escribió ninguna canción, Garth Brooks apenas escribió algo, George Strait creo que ha tenido cincuentaiun números uno [en la lista Country Songs] y, aun así, no ha escrito ni una sola canción. Rascal Flatts es una de las bandas de country más grandiosas del mundo y todos sus éxitos han sido escritos por otras personas. Así que, para mí, es solo un asunto de ser agradecido con lo que tenemos».
Ryan Tedder

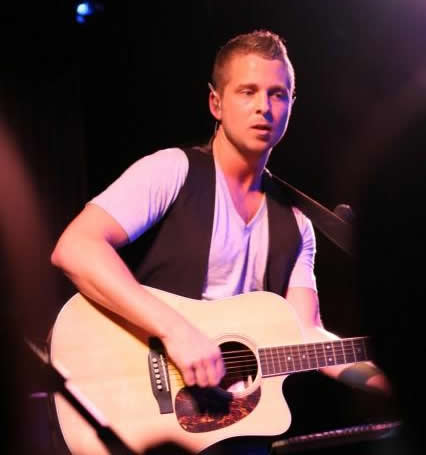
Ryan Tedder, una de las figuras más reconocidas que defendió a Spears tras la controversia que involucró a Femme Fatale.

En la misma línea de opinión, la cantante Kesha sostuvo que no porque Spears sea un «ícono» se tiene que ver en la obligación de escribir canciones, pues «cada cantante conoce a la perfección el tipo de artista que desea ser». Por su parte, el letrista Claude Kelly aclaró:

Ella [Britney Spears] tiene mucho, mucho control en lo que graba, en cómo suena, en cómo se identifica a sí misma en la grabación. Ella conoce a la perfección lo que va a grabar. No va a cantar algo que no quiere. [Además] Tiene una habilidad increíble cuando se pone detrás de un micrófono. Es como un «ojo de tigre».
Claude Kelly

No obstante, la primera figura que salió en su defensa fue la letrista Heather Bright, quien coescribió «Trouble for Me» y quien entregó los mayores antecedentes relacionados con la controversia. Al respecto, señaló que, a diferencia de otros artistas, Spears no intenta formar parte a la fuerza de los créditos de las canciones que efectivamente no escribe. Además, especificó en su blog:

«Me gustaría hacer frente a una cosa. Los medios están hablando basura del que Britney no haya escrito ninguna de las canciones [principales] de su álbum [Femme Fatale]... ¡Hola!? ¡Despierte todo el mundo! ¡NINGUNO de estos artistas escribe sus propias canciones! [...] Britney podría haberse dirigido a mí, al igual que todos los demás artistas de primera, y haberme dicho: «Oye, ¿quieres estar en mi álbum? Voy a necesitar que me des un crédito de escritura de la canción y parte de tus derechos de publicación, a pesar de que no escribí nada». [...] Podría citar una larga lista de artistas con los que he tenido esa conversación. [...] Britney es una de las pocas artistas con las que he trabajado que no intenta adueñarse de algo que no le pertenece. En mi experiencia, desde un punto de vista empresarial, todo su equipo no es menos que un acto de buena fe».
Heather Bright

El vocalista del dúo country Bellamy Brothers, David Bellamy sostuvo que el primer sencillo del álbum «Hold It Against Me» es un plagio de su sencillo «If I Said You Have a Beautiful Body Would You Hold It Against Me». El abogado Brian Caplan dijo que «un título no es derecho de autor»
y agregó que «las posibilidades de ganar el caso por parte de los Bellamy Brothers son prácticamente nulas». Las declaraciones del dúo fueron denunciadas por dos productores del álbum, Dr. Luke y Max Martin, por difamación de información. La corte determinó que el sencillo no es ningún plagio de dicha la canción del dúo country, por lo que la demanda fue ganada a favor de Spears. Luego el dúo se disculpó públicamente por lo acontecido.

## Promoción

### Entrevistas y sesiones fotográficas
Durante la promoción de Femme Fatale, Spears brindó cinco entrevistas y cuatro sesiones fotográficas a cuatro revistas estadounidenses y una británica, siendo portada de cuatro. Ellas fueron: V, Out, Rolling Stone, Harper's Bazaar y Glamour. En las entrevistas, habló de Femme Fatale y de su filosofía de vida durante su período de promoción. La primera fue publicada el 3 de marzo de 2011 por V, cuya sesión estuvo a cargo del fotógrafo peruano Mario Testino. En ella, la cantante explicó su concepto sobre una femme fatale y declaró sobre la dirección del álbum:

«Creo que Femme Fatale habla por sí solo. Trabajé muy duro en él y pasé casi dos años grabándolo. Creo que es el mejor álbum que he hecho. Quería hacer un álbum bailable poderoso, donde cada canción te hiciera desear pararte y bailar. Eso es lo que quiero de la música que escucho. Por ello es que este álbum es para las discotecas o para escucharlo antes de salir a divertirse durante la noche».
Britney Spears

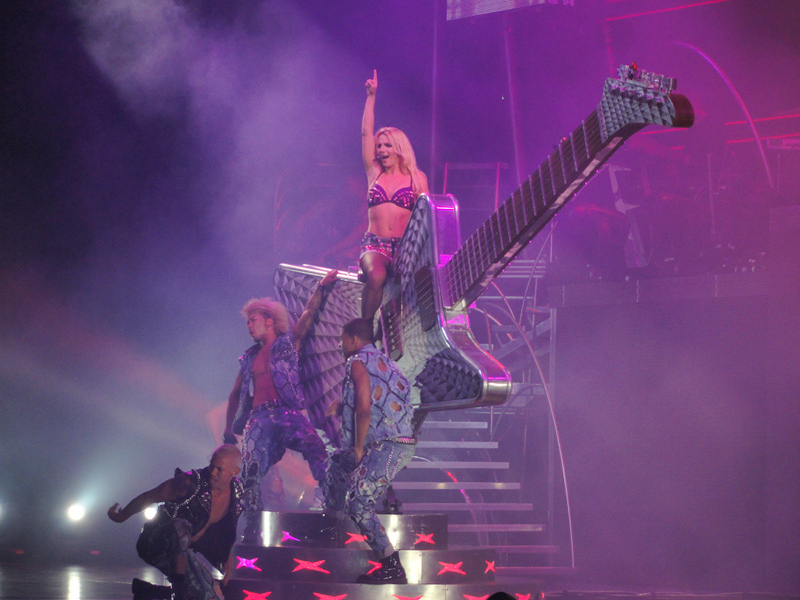
Britney Spears interpretando su versión de «Burning Up» de Madonna, durante el octavo espectáculo del Femme Fatale Tour en América Anglosajona.

En la misma, citó a Femme Fatale como un álbum «más maduro» que expresa dónde se encuentra como mujer y que se presenta como una «evolución» de quién es. Además, aludió a «How I Roll» como su canción favorita, por ser «diferente, cool y estrafalaria», y se refirió a su perfil público más resguardado, señalando: «Creo que es fácil dejar entrar en tu vida a los demás cuando eres joven, pero cuando me convertí en madre quería más privacidad para mí y mis niños». Asimismo, sostuvo: «He aprendido a mantenerme con la verdad y a no dejar que lo que digan los demás me haga cambiar. Es una lección muy importante que me tomó mucho tiempo aprender». En definitiva, aseguró: «¡La perra está de vuelta y mejor que nunca!»; y declaró sobre sus motivaciones:

«Me encanta hacer música para mis admiradores. Me encanta presentarme para mis seguidores y, lo más importante, amo a mis seguidores».
Britney Spears

Su entrevista con Out fue publicada seis días después, junto a la sesión del colombiano Ruven Afanador. En ella, aseguró que siempre había deseado trabajar con will.i.am, pues es una «gran fan» de su agrupación The Black Eyed Peas. Además, reconfirmó su admiración por Madonna, reveló su gusto por las cantantes contemporáneas Lady Gaga y Rihanna, y catalogó de «increíble» a la canción «S&M», de la que posteriormente formó parte a través de una remezcla.

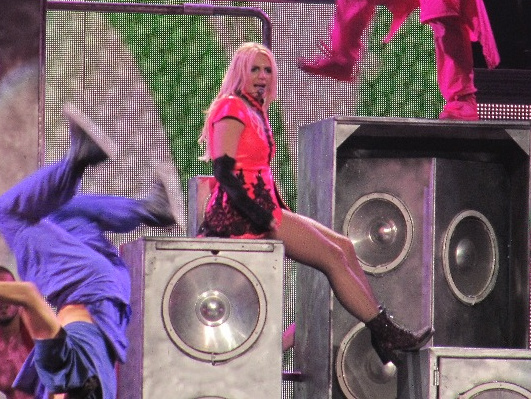
Britney Spears durante el número de su colaboración con will.i.am, «Big Fat Bass», en el Femme Fatale Tour.

En su entrevista con Rolling Stone, publicada el 17 de marzo de 2011, señaló que en Femme Fatale «jugó» con su voz y «experimentó» con pop, hip hop y dance. Además, lo catalogó como un álbum «completamente diferente a Circus», «más oscuro e irritable», y «realmente conectado desde principio a fin». Por otro lado, se refirió a la colaboración de Sabi, señalando que la descubrió por sugerencia de una de sus amistades y que siempre había deseado incluir a un artista nuevo en uno de sus álbumes. Asimismo, se refirió a su experiencia de trabajar con Dr. Luke y Max Martin. Del primero sostuvo que trabaja con él desde las sesiones de Blackout (2007) y que, desde entonces, no ha hecho más que «mejorar». Respecto al segundo, declaró:

«Max ha jugado un papel muy importante en Femme Fatale. Ha estado presente desde los inicios de mi carrera, así que existe un nivel de confianza enorme entre nosotros. Él consigue exactamente lo que deseo cuando le digo lo que quiero y no quiero en términos musicales. No existe nadie con quien me sienta más cómoda trabajando en el estudio».
Britney Spears

La cuarta entrevista fue publicada el 16 de mayo de 2011 por Harper's Bazaar y contó con una sesión a cargo de Alexi Lubomirski. En ella reveló que Madonna la aconsejó durante el período de promoción del álbum, incitándola a seguir sus instintos. La última fue publicada el 8 de septiembre de 2011 por la versión británica de Glamour, después de diez años desde que la cantante fue portada de la misma. Esta contó con una sesión a cargo del fotógrafo de origen jamaicano Walter Chin, y con una entrevista en la que Spears aseguró no escuchar a los críticos y haters.

### Sencillos

#### «Hold It Against Me»
La canción «Hold It Against Me» fue lanzada como el primer sencillo de Femme Fatale, antecediendo la publicación de este y luego de que uno de sus demos se filtrara en internet. Su estreno fue realizado el lunes 10 de enero de 2011, en el sitio web del locutor Ryan Seacrest. Su descarga fue lanzada al día siguiente y estuvo disponible exclusivamente en la tienda digital iTunes por una semana. El resto de sus publicaciones fueron realizadas durante el primer trimestre del año. De acuerdo a Jive Records, el carácter simultáneo de sus lanzamientos radiales y digitales marcaron nuevas tendencias en la industria. Con ello este se convirtió en el vigésimo quinto y en el vigésimo séptimo sencillo de la cantante en mercados como los Estados Unidos y el Reino Unido, respectivamente, y en su primer sencillo producido por el trío conformado por Dr. Luke, Max Martin y Billboard. Por su parte, los críticos elogiaron su sonido experimental de dubstep, le citaron como una pieza dance-pop «absolutamente contemporánea» y le catalogaron como uno de los mejores sencillos de Spears.

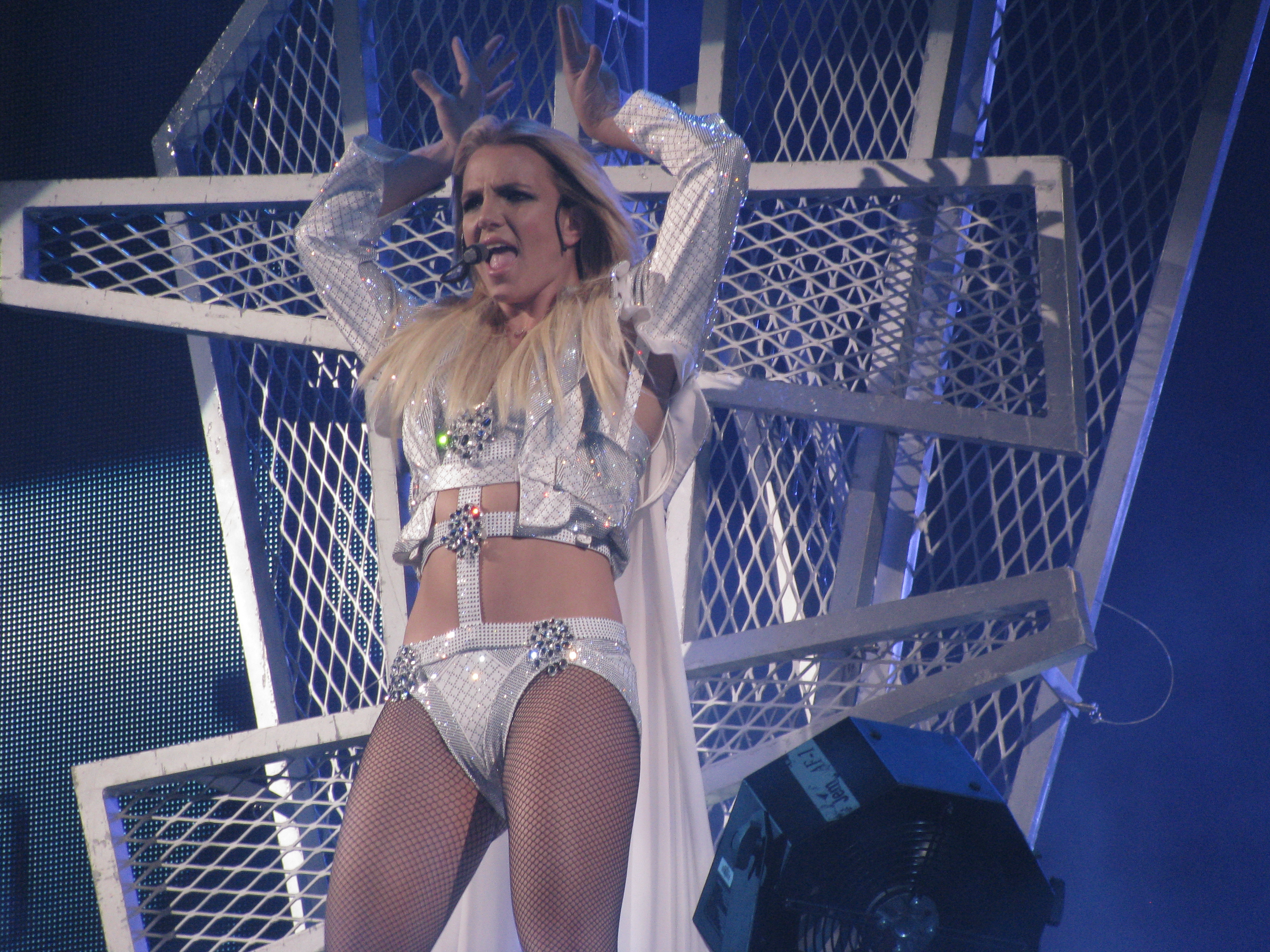
Britney Spears interpretando a su sencillo «Hold It Against Me», durante su primer número del Femme Fatale Tour.

Su video musical fue dirigido por el director sueco Jonas Åkerlund, quien trabajó por primera vez con la cantante y quien anteriormente dirigió una gama extensa y variada de videos de otros artistas de renombre, incluyendo a The Rolling Stones, U2, Madonna y Lady Gaga. Sus escenas son metafóricas y conceptuales, y representan la llegada de Spears desde el espacio exterior al planeta Tierra, para encontrar la fama y superar sus obstáculos. Buena parte de él se basa en una coreografía creada por el bailarín, coreógrafo y director creativo estadounidense Brian Friedman, quien volvió a trabajar con la cantante después de siete años y después de haber creado a algunas de sus coreografías más icónicas, incluyendo la de «I'm a Slave 4 U».
El estreno del video fue realizado el jueves 17 de febrero de 2011, en el sitio web Vevo y el canal MTV. Ello, tras una de las campañas publicitarias más vastas hechas en la industria, la que contó con la publicación diaria de trece teasers y un fragmento. Como resultado, el video recibió millones de visualizaciones Vevo. Por su parte, los críticos le citaron de «oscuro» y «elegante», elogiaron sus conceptos artísticos y visuales, y desaprobaron su masiva publicidad por emplazamiento, la que contempló a la marca Sony y al perfume Radiance de Spears, entre otros.
En cuestión de horas, «Hold It Against Me» lideró las listas de ventas de las tiendas iTunes de diecinueve países. Acto seguido se alzó como un éxito número uno en mercados como Canadá y los Estados Unidos, así como en Dinamarca, Finlandia, la Región Valona de Bélgica y Nueva Zelanda. Además, se convirtió en top 10 en Australia y Japón, y en mercados europeos como España, Irlanda, Italia, Noruega, el Reino Unido, Suecia, Suiza y la Región Flamenca. Sus ventas elevadas le llevaron a ser certificado doble disco de platino en Suecia, disco de platino en Australia y disco de oro en México y Nueva Zelanda.
En Estados Unidos rompió los récords temporales del sencillo más reproducido en las radios mainstream y más vendido digitalmente por una artista femenina durante su semana de estreno. Ello le llevó a debutar como el cuarto éxito número uno de Spears en el país, después de «...Baby One More Time», «Womanizer» y «3», siendo este último su único sencillo anterior que también debutó como tal. El hecho aconteció a través del arribo de «Hold It Against Me» a la cima de la lista de canciones Billboard Hot 100, la más importante de Estados Unidos. Con el logro, Spears se alzó, después de Mariah Carey, como la segunda artista que consiguió hacer debutar a más de un sencillo como tal en la historia. Asimismo, se alzó como la séptima artista de una elite que consiguió posicionar números uno en Estados Unidos durante tres décadas consecutivas. Los anteriores fueron: Stevie Wonder, Elton John, Michael Jackson, Madonna, Janet Jackson y Usher. En suma, «Hold It Against Me» vendió un millón seiscientas mil descargas en el país, hasta julio de 2016.

#### «Till the World Ends»
«Till the World Ends» fue el segundo sencillo de Femme Fatale y la segunda producción lanzada del trío conformado por Dr. Luke, Max Martin y Billboard, después de «Hold It Against Me». Su estreno fue realizado el viernes 4 de marzo de 2011 en el programa de radio de Ryan Seacrest, donde la cantante le describió como «energía positiva». Su descarga fue lanzada el mismo día en la mayoría de las tiendas iTunes de alrededor del mundo, siendo unas pocas semanas antes de lo ideado por el sello Jive Records, dada su filtración en internet. A ello le siguió el resto de sus lanzamientos, los que fueron realizados hasta abril de 2011. Por su parte, los críticos le catalogaron de similar en temática y sonido a los éxitos bailables que dominan la industria y sostuvieron que es una pista que combina los estilos dance-pop y electropop de manera «sólida» y «fantástica», y que refleja la habilidad y experiencia de sus productores.
Su video musical cuenta con dos versiones y fue dirigido por el director y fotógrafo noruego Ray Kay, quien trabajó por primera vez con la cantante luego de dirigir varios videos de otros artistas. Su versión principal muestra a Spears y a sus bailarines ligando en los subsuelos de una ciudad futurista, mientras en la superficie ocurre una suerte de Apocalipsis. Su versión alternativa omite dichas escenas y se basa en su coreografía creada por Brian Friedman. El estreno de su versión principal fue realizado el 6 de abril de 2011, dos días después de la publicación de un adelanto; siendo catalogado como una reminiscencia del video de «I'm a Slave 4 U» y recibiendo millones de visualizaciones en Vevo. Por su parte, Rolling Stone lo catalogó como el mejor video bailable de temática apocalíptica, y MTV le brindó dos nominaciones en los MTV Video Music Awards 2011, en los que ganó Mejor video pop.
Con el respaldo de sus videos, «Till the World Ends» se convirtió en un nuevo éxito top 10 de Spears en mercados como Australia, Canadá, Dinamarca, los Estados Unidos, Finlandia, Francia, Irlanda, Noruega, Nueva Zelanda, Suecia, Suiza y la Región Valona de Bélgica. Además, fue certificado triple disco de platino en Suecia, doble disco de platino en Australia y disco de oro en Bélgica, Italia, Dinamarca, Nueva Zelanda y Suiza. En Estados Unidos alcanzó la tercera posición de la lista Billboard Hot 100 tras el lanzamiento de su The Femme Fatale Remix, el que cuenta con la colaboración de la rapera trinitense Nicki Minaj y de su coescritora Kesha. Asimismo, registró una de las mayores audiencias semanales abarcadas por un sencillo de la cantante en las radios del país, en sus doce años y medio de carrera. Hasta julio de 2016, «Till the World Ends» vendió tres millones de descargas en Estados Unidos, siendo uno de los sencillos más vendidos de 2011 y el más vendido de Femme Fatale.

#### «I Wanna Go»
En junio de 2011, «I Wanna Go» comenzó a ser lanzada como el tercer sencillo de Femme Fatale, luego de que los fans le escogieran como tal en una votación del sitio Britney.com. Su lanzamiento coincidió con el inicio del Femme Fatale Tour y le convirtió en el segundo sencillo de la cantante producido por los suecos Max Martin y Shellback, después de «3». Los críticos le dieron comentarios favorables, catalogándolo como un sencillo «divertido», ideal para el verano 2011 de América del Norte. Lo último fue respaldado por los lectores de Rolling Stone, quienes le escogieron como la mejor canción del verano.

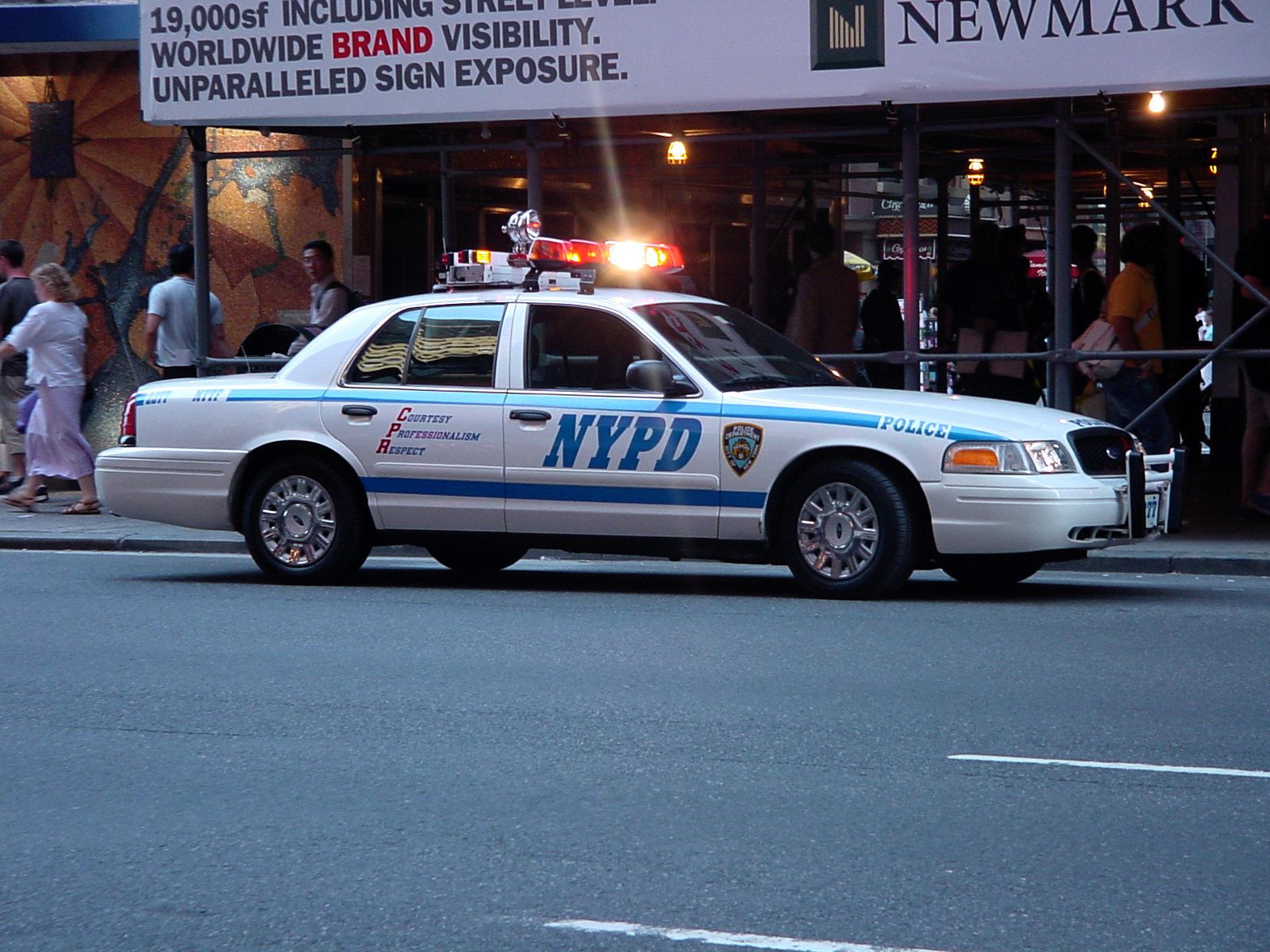
El video de «I Wanna Go» transcurre durante un sueño en el que Spears altera el orden de las calles de Nueva York, lo que le lleva a ser detenida por la policía.

Su video musical fue dirigido por Chris Marrs Piliero, director surgiente que trabajó por primera vez con Spears. Su historia transcurre en un sueño que la cantante tiene cuando se queda dormida en una rueda de prensa. En él altera el orden de las calles de Nueva York y se enfrenta con un micrófono a un grupo de paparazzi ciborgs antes de ser rescatada por su mánager, papel interpretado por el actor Guillermo Díaz. El video se basa en elementos humorísticos y hace alusión a varios elementos de la cultura popular, incluyendo al programa Mickey Mouse Club, a las películas Crossroads y Terminator 2: Judgment Day, y al video de «Thriller» de Michael Jackson. Su estreno fue realizado el 22 de junio de 2011 y generó millones de visualizaciones en Vevo. Por su parte, los críticos lo llamaron «extraño», «divertido» y «perfecto» para la canción, y señalaron que trata la relación de Spears con los paparazzi, al igual que videos como «Piece of Me».
Con todo, «I Wanna Go» se convirtió en un éxito top 10 en Canadá y los Estados Unidos, así como también en la Región Valona de Bélgica, Finlandia y Francia, donde fue el sencillo mejor posicionado de Femme Fatale. Además, se convirtió en su tercer top 20 consecutivo en Dinamarca, Noruega y la Región Flamenca, y fue certificado disco de platino en Suecia y disco de oro en Australia. En Estados Unidos vendió un millón setecientas ochenta mil descargas hasta julio de 2016, se convirtió en el octavo y en el sexto éxito número uno de la cantante en las listas Dance/Club Play Songs y Pop Songs, respectivamente, y alcanzó la posición número siete de la Billboard Hot 100, donde Spears registró su décimo segundo éxito top 10  y la primera instancia en su carrera en la que ubicó cinco sencillos como tal de manera consecutiva. El logro le convirtió en la tercera artista femenina con más de ellos desde su debut, después de Rihanna y Beyoncé, y a Femme Fatale en su álbum con más top 10 en el país, con tres.

#### «Criminal»
El viernes 30 de septiembre de 2011 la canción «Criminal» comenzó a ser lanzada como cuarto sencillo de Femme Fatale; días antes de que en mercados como Estados Unidos se publicara el segundo álbum de remixes de la cantante, B in the Mix: The Remixes Vol. 2. Su lanzamiento fue confirmado por Spears, tras el homenaje que se le brindó en los MTV Video Music Awards 2011, y fue realizado bajo la versión Radio Mix, incluida en el álbum de remixes. La elección de la canción fue realizada por los admiradores en la red social Facebook, a través de una votación en la que también participaron «Inside Out» y «(Drop Dead) Beautiful». Con sus lanzamientos «Criminal» fue el sencillo mundial de Spears más próximo a una balada, después de más de siete años desde que lanzó a «Everytime» de In the Zone, a mediados de 2004. Asimismo, fue su primer sencillo lanzado bajo el sello RCA Records, tras el cierre inminente de Jive Records, y el tercero producido por Max Martin y Shellback, después de «3» y «I Wanna Go».
Su video musical fue ideado por Spears y rodado los días 18 y 19 de septiembre de 2011 en Londres, Reino Unido, siendo su primer video grabado fuera de Estados Unidos. La dirección estuvo a cargo de Chris Marrs Piliero, quien anteriormente dirigió el video de «I Wanna Go». Esta inició cuatro días antes que la etapa europea del Femme Fatale Tour y generó una controversia en el Reino Unido, luego de que se filtraran imágenes y grabaciones de Spears portando un arma de fuego y asaltando entidades bancarias y comerciales junto a su novio de la vida real, Jason Trawick, quien protagonizó al personaje masculino aludido en la letra de la canción. Su estreno fue realizado la medianoche del martes 18 de octubre de 2011 en iTunes, siendo comparado al video de «We Found Love» de Rihanna con Calvin Harris (2011), y catalogado como el mejor video de Femme Fatale.
Entre octubre y diciembre de 2011 se convirtió en éxito Top 10 y Top 20 en mercados europeos como Chequia, Eslovaquia, Finlandia y Francia, y alcanzó el top 40 en otros como Bélgica (Región Flamenca y Región Valona), Dinamarca, Suecia y Suiza.

### Presentaciones
Promocionando las primeras publicaciones de Femme Fatale, Spears realizó tres conciertos transmitidos por televisión en Estados Unidos, con uno hecho dos veces en una noche. Sus repertorios fueron homólogos y estuvieron conformados por «Hold It Against Me», «Big Fat Bass» y «Till the World Ends», de las cuales la segunda incorporó extractos de «Womanizer», «Gimme More», «I'm a Slave 4 U» y «3». Estos fueron dirigidos por Brian Friedman y contaron con una puesta en escena futurista, similar a la que fue utilizada posteriormente en el Femme Fatale Tour.
Los primeros correspondieron a uno público y uno privado, y fueron realizados el viernes 25 de marzo de 2011. La noche de aquel día, Spears se presentó en el Rain Nightclub del Palms Casino Resort de Las Vegas. Ellos fueron presenciados por alrededor de mil espectadores y transmitidos nueve días después por MTV, como parte del documental Britney Spears: I Am the Femme Fatale. Luego, el domingo 27 de marzo de 2011, la cantante realizó un concierto gratuito en el Bill Graham Civic Auditorium de San Francisco, el que fue transmitido dos días después por televisión abierta en Estados Unidos, a través del matinal Good Morning America de la cadena ABC. El martes 29 de marzo de 2011 realizó el último concierto aludido, en el programa nocturno Jimmy Kimmel Live! de ABC, cuya parte principal fue transmitida el mismo día y, la otra, casi un mes después.
Posteriormente, realizó dos apariciones sorpresa en los Billboard Music Awards 2011, los que fueron realizados el domingo 22 de mayo de 2011 en la MGM Grand Arena de Las Vegas y transmitidos en vivo por ABC. Estas las hizo en medio de las presentaciones confirmadas de otras dos artistas femeninas populares. La principal fue en el acto de apertura, donde surgió enmascarada en el escenario y se unió a Rihanna a interpretar a su remix de «S&M». Todo, en una presentación inspirada en el sadomasoquismo, en la que ambas utilizaron bodys de cuero, cadenas y esposas. Billboard lo catalogó como uno de los momentos más grandiosos en la carrera de Rihanna. Horas después, volvió al escenario e interpretó a un fragmento del Femme Fatale Remix de «Till the World Ends», como parte final de un popurrí con el éxito «Super Bass» de la rapera Nicki Minaj.
De sus apariciones, su presentación con Rihanna desencadenó controversias con el Parent Television Council de Estados Unidos. Al respecto, la organización criticó arduamente su transmisión televisiva, dado que su contenido sexual elevado pudo ser visto por niños desde sus casas, en el horario en vivo de su emisión. Asimismo, los medios hicieron eco de un beso en la mejilla no transmitido que Rihanna le dio a Spears sobre el escenario, al final de la presentación. Ello, citando al controversial beso lésbico que Spears protagonizó con Madonna, en el acto de apertura de los MTV Video Music Awards 2003.

### Documental

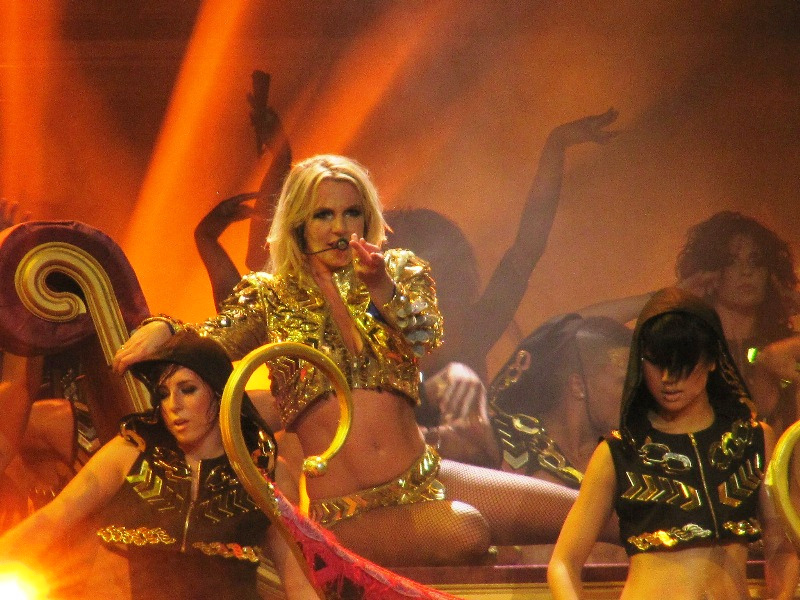
Britney Spears y sus bailarines durante el número egipcio de «Gimme More» en un espectáculo del Femme Fatale Tour.

El domingo 3 de abril de 2011 el canal de televisión por cable MTV estrenó el documental Britney Spears: I Am the Femme Fatale, el que formó parte de la promoción del álbum. Este fue dirigido por Joe Demaio y basado en una entrevista y en grabaciones hechas a Spears durante marzo de 2011: período en el que ajustaba los últimos preparativos para la publicación y promoción de Femme Fatale. Su estructura está conformada por cuatro partes, de las cuales la última se basa en el primer concierto promocional del álbum. En él la cantante realizó presentaciones de «Hold It Against Me», «Big Fat Bass» y «Till the World Ends». No obstante, la segunda fue publicada por MTV exclusivamente en su sitio web.

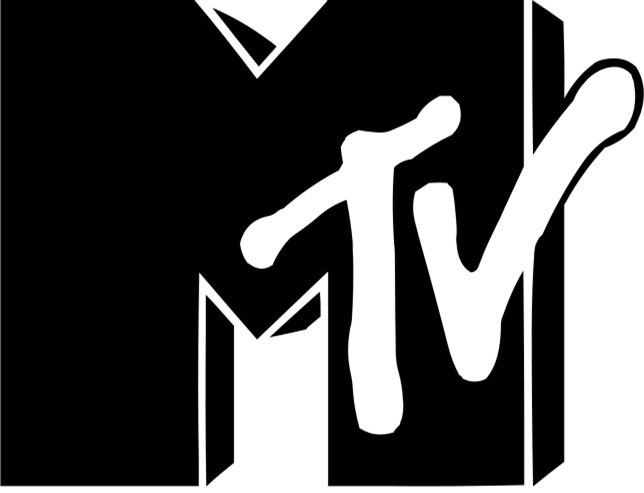
Britney Spears: I Am the Femme Fatale fue creado y transmitido por MTV.

La parte inicial del documental es Britney Hits the Studio with will.i.am, la que se basa en escenas del día en que Spears se reunió con will.i.am en un estudio de la ciudad Calabasas. Aquel día escuchó la versión final de «Big Fat Bass» por primera vez y la catalogó como una de sus favoritas del álbum. Además, reveló:

«Me gusta escoger canciones que dan fuerza a las personas y las hacen olvidarse de ellas mismas. Trabajo con un equipo de gente, [entre quienes se encuentra a] Max Martin y Dr Luke, desde hace mucho tiempo. Ellos son unos productores asombrosos. Me traen muchas canciones, pero enseguida suelo darme cuenta del tipo de canciones que me gustan y con las que quiero trabajar».
Britney Spears

En la entrevista también dio a conocer que trabajó durante tres horas diarias en Femme Fatale, siguiendo la costumbre natural que inició cuando tenía 16 años de edad. Por otro lado, sostuvo que utilizó el concepto «mujer fatal» —el que proviene de la expresión francesa femme fatale— para titular al álbum, dado que le resultó «seductor y misterioso», y, sobre todo, dado que tuvo la convicción de que alude a una mujer realmente «fuerte» con la que identificó al álbum y a sí misma.
La segunda parte del documental es Britney Shoots Her «Till the World Ends» Video, la que muestra las primeras escenas publicadas del rodaje del video musical de «Till the World Ends». Al respecto, la cantante elogió al director Ray Kay y aseguró que cuando se ve en sus videos sólo busca «energía y frescura», y que no intenta superarse a sí misma, en lo absoluto. La parte siguiente es Britney Takes a Minute Before Her Dance Rehearsals, donde es mostrada antes y durante los ensayos de sus presentaciones. En la entrevista sostuvo que solió grabar y ensayar por las mañanas, mientras sus dos hijos se encontraban en el colegio. Además, citó una relación ideal con su equipo y sus bailarines, y declaró sobre sus shows:

«Me importa la visión de conjunto en lo que respecta a la coreografía. Procuro que el espectáculo sea bueno en general. No importa lo difícil o lo buena que sea cada parte. El espectáculo en conjunto tiene que hablar por sí mismo».
Britney Spears

La última parte es Britney Makes It Rain in Las Vegas, la que se basa en el primer concierto promocional de Femme Fatale. En ella son mostradas parte de las presentaciones que la cantante hizo de «Hold It Against Me» y «Till the World Ends» en el Rain Nightclub de Las Vegas. Todo para finalmente concluir sosteniendo: «Me encanta lo que hago, adoro lo que hago, así que espero poder continuar haciéndolo por muchos años más».

### Gira
En marzo de 2011 Spears confirmó que realizaría un tour para promocionar a Femme Fatale. Al mes siguiente anunció que sus actos de apertura estarían a cargo del cantante español Enrique Iglesias, quien tras declinar fue sustituido por un artista de renombre para la etapa inicial. Ella fue la rapera trinitense Nicki Minaj, artista destacada del año, de acuerdo a Billboard. Su participación fue confirmada el 12 de abril de 2011, mismo día en que se anunciaron las primeras veintiséis fechas establecidas del Femme Fatale Tour. Adicionalmente, los actos también involucraron a artistas como DJ Pauly D, Joe Jonas de los Jonas Brothers y Howie D. de los Backstreet Boys.

Producido por Live Nation y dirigido por Jamie King, el Femme Fatale Tour comenzó el 16 de junio de 2011 en Sacramento y culminó el 10 de diciembre de 2011 en San Juan, siendo la sexta gira internacional de la artista y el primero después de The Circus Starring: Britney Spears (2009), el que recaudó US$131 800 000. Su programación llevó a la cantante a varios países por primera vez y contó con cuatro etapas, las que se realizaron en América Anglosajona, Europa, los Emiratos Árabes Unidos y América Latina. Tras ser grabado en el Air Canada Center de Toronto, en noviembre de 2011 fue transmitido por el canal Epix y publicado en los formatos DVD y BD como Britney Spears Live: The Femme Fatale Tour.
De espectáculos futuristas y ambientes apocalípticos, la gira contó con presentaciones inspiradas en la cultura de Egipto y Japón, así como en personajes femeninos icónicos de la cultura popular, como Marilyn Monroe. Su repertorio original estuvo conformado por veintidós canciones, siendo nueve de Femme Fatale. Entre ellas se incluyó a «Hold It Against Me», «Till the World Ends» y «I Wanna Go», y a algunos de los sencillos anteriores más exitosos de la artista, sobresaliendo «...Baby One More Time», «I'm a Slave 4 U», «Toxic», «Gimme More» y «Womanizer». Este también incluyó a una versión de «Burning Up» de Madonna (1983) y al remix de «S&M» de Rihanna en el que Spears colaboró.
Tras su noche de inicio, el Femme Fatale Tour fue elogiado por los críticos. Aunque Spears fue cuestionada por el uso de playback, medios como Rolling Stone lo describieron como el tour «posiblemente más llamativo y entretenido que ha hecho en su carrera». Por su parte, la audiencia también le dio una buena recepción, catalogándolo como el mejor tour de la primera mitad del año, agotando algunas de sus entradas y llevándolo a recaudar US$68 700 000 con sus ochenta espectáculos. Lo anterior le perfiló como la undécima gira más recaudadora del año.

## Logros comerciales
En América Femme Fatale registró varios logros comerciales: debutó número uno en ventas en Canadá, los Estados Unidos y México, y número tres en Argentina. Según el sistema Nielsen SoundScan, en Canadá vendió 22 000 copias durante su semana de publicación y se convirtió en el sexto álbum número uno de Spears. Semanas después, las organizaciones CRIA y AMPROFON lo certificaron disco de platino y oro, tras vender 80 000 y 30 000 copias en Canadá y México, respectivamente.
Por otro lado, debutó número ocho en Japón, el segundo mercado de música más grande a nivel mundial, después de Estados Unidos. Según la empresa Oricon, fue el octavo álbum de la cantante que consiguió convertirse en top 10 en el país asiático. Paralelamente, fue su primer álbum número uno en Australia, donde superó al debut de The King of Limbs de la banda británica Radiohead, tras vender 35 000 copias y ser certificado disco de oro por el grupo comercial ARIA. En el mismo período, debutó número tres en Nueva Zelanda, de acuerdo a la asociación RIANZ.
En Europa debutó y registró posicionamientos número uno en Rusia, dos en Suiza, tres en Noruega, cuatro en España, Francia, Irlanda, Italia y Portugal, y cinco en Chequia, Suecia y la Región Valona de Bélgica. Cabe señalar que en Francia vendió casi 80 000 copias, hasta diciembre de 2012. Por otro lado, se convirtió en top 10 en Alemania, Austria, Dinamarca, Finlandia, Grecia, Hungría, los Países Bajos y la Región Flamenca, así como en el cuarto mercado de música más grande a nivel mundial, el Reino Unido. Según The Official UK Charts Company, debutó en la octava posición de la lista británica, luego de vender alrededor de 31 000 copias durante su semana de publicación. Con ello se alzó como séptimo álbum de Spears que consiguió ser top 10 en el Reino Unido. Además, consiguió la certificación de disco de oro de la BPI, luego de vender 100 000 copias en el estado británico. Por otro lado, en Rusia la asociación NFPF lo certificó disco de oro, tras vender 10 000 copias.
Desempeño comercial en Estados Unidos
De acuerdo a proyecciones de Nielsen SoundScan, Femme Fatale vendería entre doscientas setenta y cinco mil, y trescientas mil copias durante la semana de su publicación en Estados Unidos, las que le perfilaban para debutar en la cima de la lista semanal más importante de ventas de álbumes, la Billboard 200. Finalmente, el período de sondeo y contabilización involucrado culminó, y Femme Fatale debutó, tal y como había sido anticipado, como el sexto álbum de Spears que consiguió ser número uno en ventas en Estados Unidos. Todo a través de su debut como tal en la edición del 16 de abril de 2011 de la Billboard 200, donde debutó con ventas de doscientas setenta y seis mil copias. Hasta su edición del 11 de junio de 2011, ello le alzó como el álbum con el segundo debut de mayor volumen de ventas semanales del año en el país, después del best seller 21 de la cantante británica Adele.

De acuerdo a la revista Billboard, con Femme Fatale Britney Spears se alzó como la tercera artista femenina con más álbumes número uno en ventas en la historia de Estados Unidos.

De acuerdo a Billboard, su debut alzó a Spears como la tercera artista femenina —y más joven— con más álbumes número uno en ventas en la historia de Estados Unidos. Ello al igual que Mariah Carey y Janet Jackson, y después de Barbra Streisand y Madonna, quienes para entonces contaban con nueve y siete números uno, respectivamente. De acuerdo a la revista, este permaneció entre los diez álbumes más vendidos en el país durante las cuatro semanas siguientes, con ventas de entre setenta y cinco mil, y treinta mil copias. En aquel período fue certificado disco de platino por la organización Recording Industry Association of America (RIAA), a modo de acreditación de un millón de copias comercializadas. Ello aconteció el viernes 29 de abril de 2011, es decir, un mes después de su primera publicación en el país. Con lo anterior Spears acumuló treinta y tres millones de copias de álbumes certificadas por dicha asociación, y consolidó su lugar como la octava artista femenina con mayor cantidad comercializada de ellas, en la historia de la industria de la música de Estados Unidos. Lo anterior, después de las veteranas Barbra Streisand, Madonna, Mariah Carey, Whitney Houston, Céline Dion, Shania Twain y Reba McEntire.
Hasta el 3 de julio de 2011 Femme Fatale vendió quinientas noventa mil copias en Estados Unidos, las que le alzaron como el décimo segundo álbum más vendido durante la primera mitad del año en el país, de acuerdo a Nielsen SoundScan. Hasta principios de 2019, vendió 803 000 copias.

## Lista de canciones
- Edición estándar

| Femme Fatale |                                    |                                       |          |  |
| N.º          | Título                             | Productor(es)                         | Duración |  |
| 1.           | «Till the World Ends»              | Dr. Luke, Max Martin & Billboard      | 03:59    |  |
| 2.           | «Hold It Against Me»               | Dr. Luke, Max Martin & Billboard*     | 03:48    |  |
| 3.           | «Inside Out»                       | Dr. Luke, Max Martin & Billboard      | 03:38    |  |
| 4.           | «I Wanna Go»                       | Max Martin & Shellback                | 03:30    |  |
| 5.           | «How I Roll»                       | Bloodshy, Henrik Jonback & Magnus     | 03:36    |  |
| 6.           | «(Drop Dead) Beautiful» (con Sabi) | Benny Blanco, Ammo, JMIKE & Billboard | 03:36    |  |
| 7.           | «Seal It with a Kiss»              | Dr. Luke, Max Martin & Dream Machine  | 03:26    |  |
| 8.           | «Big Fat Bass» (con will.i.am)     | will.i.am                             | 04:44    |  |
| 9.           | «Trouble for Me»                   | Fraser T. Smith                       | 03:19    |  |
| 10.          | «Trip to Your Heart»               | Bloodshy, Henrik Jonback & Magnus     | 03:33    |  |
| 11.          | «Gasoline»                         | Dr. Luke & Benny Blanco               | 03:08    |  |
| 12.          | «Criminal»                         | Max Martin & Shellback                | 03:45    |  |
| 44:02        |                                    |                                       |          |  |

- Edición de lujo

| Femme Fatale — Edición de lujo |                         |                                |          |  |
| N.º                            | Título                  | Productor(es)                  | Duración |  |
| 13.                            | «Up N' Down»            | Max Martin, Oligee & Shellback | 03:42    |  |
| 14.                            | «He About to Lose Me»   | Darkchild                      | 03:48    |  |
| 15.                            | «Selfish»               | Stargate & Sandy Vee           | 03:43    |  |
| 16.                            | «Don't Keep Me Waiting» | Darkchild                      | 03:21    |  |
| 58:36                          |                         |                                |          |  |

- Edición Japonesa

| Femme Fatale — Edición de lujo japonesa |         |               |          |  |
| N.º                                     | Título  | Productor(es) | Duración |  |
| 17.                                     | «Scary» | Smith         | 03:39    |  |
| 61:22                                   |         |               |          |  |

Notas
- «*» indica crédito como coproductor de la canción.

## Posicionamiento en listas
| País              | Medio u organización publicadora | Lista           | Edición             | Posición | Ref.    |
| ----------------- | -------------------------------- | --------------- | ------------------- | -------- | ------- |
| América           |                                  |                 |                     |          |         |
| Canadá            | Billboard                        | Canadian Albums | 16 de abril de 2011 | 1        | [ 258 ] |
| Estados Unidos    | Billboard                        | Billboard 200   | 16 de abril de 2011 | 1        | [ 259 ] |
| Estados Unidos    | Billboard                        | Digital Albums  | 16 de abril de 2011 | 1        | [ 294 ] |
| Argentina         | CAPIF                            | Top 20 álbumes  | 27 de marzo de 2011 | 3        | [ 261 ] |
| México            | AMPROFON                         | Top 100 álbumes | 9 de abril de 2011  | 1        | [ 260 ] |
| Europa            |                                  |                 |                     |          |         |
| Alemania          | BVMI                             | Top 100 álbumes | 9 de abril de 2011  | 10       | [ 27 ]  |
| Austria           | Ö3 Hitradio                      | Top 75 álbumes  | 8 de abril de 2011  | 10       | [ 295 ] |
| Bélgica (Flandes) | Ultratop                         | Top 100 álbumes | 2 de abril de 2011  | 8        | [ 296 ] |
| Bélgica (Valonia) | Ultratop                         | Top 100 álbumes | 9 de abril de 2011  | 5        | [ 297 ] |
| Chequia           | IFPI Chequia                     | Top 50 álbumes  | 2 de abril de 2011  | 5        | [ 270 ] |
| Dinamarca         | Hitlisten                        | Top 40 álbumes  | 8 de abril de 2011  | 8        | [ 298 ] |
| Escocia           | OCC                              | Top 40 álbumes  | 9 de abril de 2011  | 10       | [ 299 ] |
| España            | PROMUSICAE                       | Top 100 álbumes | 3 de abril de 2011  | 4        | [ 300 ] |
| Finlandia         | YLE                              | Top 40 álbumes  | 16 de abril de 2011 | 7        | [ 301 ] |
| Francia           | SNEP                             | Top 200 álbumes | 2 de abril de 2011  | 4        | [ 269 ] |
| Grecia            | IFPI Grecia                      | Top 75 álbumes  | 11 de abril de 2011 | 6        | [ 302 ] |
| Hungría           | Mahasz                           | Top 40 álbumes  | 3 de abril de 2011  | 6        | [ 303 ] |
| Irlanda           | IRMA                             | Top 75 álbumes  | 31 de marzo de 2011 | 4        | [ 27 ]  |
| Italia            | FIMI                             | Top 100 álbumes | 29 de marzo de 2011 | 4        | [ 304 ] |
| Noruega           | Verdens Gang                     | Top 40 álbumes  | 2 de abril de 2011  | 3        | [ 305 ] |
| Países Bajos      | MegaCharts                       | Top 100 álbumes | 2 de abril de 2011  | 7        | [ 306 ] |
| Polonia           | ZPAV                             | Top 50 álbumes  | 11 de abril de 2011 | 17       | [ 27 ]  |
| Portugal          | AFP                              | Top 30 álbumes  | 9 de abril de 2011  | 4        | [ 307 ] |
| Reino Unido       | OCC                              | Top 100 álbumes | 3 de abril de 2011  | 8        | [ 27 ]  |
| Rusia             | Lenta                            | Top 25 álbumes  | 15 de abril de 2011 | 1        | [ 268 ] |
| Suecia            | Sverigetopplistan                | Top 60 álbumes  | 1 de abril de 2011  | 5        | [ 308 ] |
| Suiza             | Swiss Music Charts               | Top 100 álbumes | 10 de abril de 2011 | 2        | [ 309 ] |
| Asia              |                                  |                 |                     |          |         |
| Japón             | Oricon                           | Top 100 álbumes | 6 de abril de 2011  | 8        | [ 264 ] |
| Oceanía           |                                  |                 |                     |          |         |
| Australia         | ARIA                             | Top 50 álbumes  | 10 de abril de 2011 | 1        | [ 265 ] |
| Nueva Zelanda     | RIANZ                            | Top 40 álbumes  | 4 de abril de 2011  | 3        | [ 267 ] |

| Predecesor: MTV Unplugged/Música de Fondo de Zoé | AMPROFON: Top 100 México — Álbum N° 1 9 de abril de 2011 — 16 de abril de 2011    | Sucesor: Drama y luz de Maná                |
| Predecesor: Angles de The Strokes                | ARIA: Top 50 álbumes — Álbum N° 1 10 de abril de 2011 — 17 de abril de 2011       | Sucesor: The Life of Riley de Drapht        |
| Predecesor: La musique en moi de Ginette Reno    | Billboard: Canadian Albums — Álbum N° 1 16 de abril de 2011 — 23 de abril de 2011 | Sucesor: 21 de Adele                        |
| Predecesor: F.A.M.E. de Chris Brown              | Billboard: Billboard 200 — Álbum N° 1 16 de abril de 2011 — 23 de abril de 2011   | Sucesor: 21 de Adele                        |
| Predecesor: Songs for Japan de Various Artists   | Billboard: Digital Albums — Álbum N° 1 16 de abril de 2011 — 23 de abril de 2011  | Sucesor: Songs for Japan de Various Artists |

## Certificaciones
| País              | Organismo certificador | Certificación          | Ventas certificadas | Simbolización | Ref.    |
| ----------------- | ---------------------- | ---------------------- | ------------------- | ------------- | ------- |
| América del Norte |                        |                        |                     |               |         |
| Canadá            | CRIA                   | Doble disco de platino | 160 000             |               | [ 30 ]  |
| Estados Unidos    | RIAA                   | Disco de platino       | 1 000 000           |               | [ 29 ]  |
| Europa            |                        |                        |                     |               |         |
| Francia           | SNEP                   | Disco de oro           | 80 000              |               | [ 310 ] |
| Irlanda           | IRMA                   | Disco de oro           | 8 000               |               | [ 311 ] |
| Rusia             | NFPF                   | Disco de platino       | 10 000              |               | [ 276 ] |
| Reino Unido       | BPI                    | Disco de oro           | 100 000             |               | [ 32 ]  |
| Suecia            | IFPI Suecia            | Disco de oro           | 20 000              |               | [ 312 ] |
| Australasia       |                        |                        |                     |               |         |
| Australia         | ARIA                   | Disco de oro           | 35 000              |               | [ 31 ]  |
| América Latina    |                        |                        |                     |               |         |
| Brasil            | ABPD                   | Doble disco de platino | 80 000              |               |         |
| México            | AMPROFON               | Disco de oro           | 30 000              |               | [ 263 ] |

## Premios y nominaciones
| Premiación                   | Premio                                  | Nominación            | Resultado | Ref.    |
| ---------------------------- | --------------------------------------- | --------------------- | --------- | ------- |
| Nominaciones y premios       |                                         |                       |           |         |
| MuchMusic Video Awards 2011  | Mejor video de artista internacional    | «Till the World Ends» | Nominado  | [ 313 ] |
| MuchMusic Video Awards 2011  | Video favorito de artista internacional | «Till the World Ends» |           | [ 313 ] |
| MTV Video Music Awards 2011  | Mejor video pop                         | «Till the World Ends» | Ganador   | [ 180 ] |
| MTV Video Music Awards 2011  | Mejor coreografía                       | «Till the World Ends» | Nominado  | [ 180 ] |
| Peoples Choice Awards 2012   | Mejor álbum                             | Femme Fatale          | Nominado  |         |
| Billboard Music Awards 2012  | Mejor artista bailable                  | Britney Spears        | Nominado  | [ 314 ] |
| Billboard Music Awards 2012  | Mejor canción bailable                  | «Till the World Ends» | Nominado  | [ 314 ] |
| 3D Creative Arts Awards 2013 | Mejor Espectáculo en vivo en 3D         | Femme Fatale Tour     | Ganador   | [ 315 ] |

## Créditos
Administración
| - A&R — Adam Leber, Larry Rudolph, Peter Theo - A&R administración y coordinación — Adam Leber, Larry Rudolph | - Coordinación de producción — Megan Dennis, Clint Gibbs, Irene Richter - Producción ejecutiva — Dr. Luke, Max Martin |

Visual e imagen
| - Dirección artística — Jeri Heiden, Nick Steinhardt - Dirección creativa — Jackie Murphy - Diseño — Nick Steinhardt - Cabello — Philip Carreón | - Maquillaje — Fran Cooper - Fotografía — Randee St. Nicholas - Estilista — Dave Thomas |

Interpretación
| - Voz — Britney Spears - Colaboración — Sabi, will.i.am | - Respaldo vocal — Ammo, Stacey Barnett, Benny Blanco, Sophia Black, Heather Bright, Esther Dean, Ashton Foster, Lukasz Gottwald, Thaddis Harrell, Sam Holland, JMIKE, Crystal Johnson, Claude Kelly, Livvi Franc, Bonnie McKee, Myah Marie, Max Martin, Nicole Morier, Jeanette Olsson, Chau Phan, Patrizia Rgosch, Britney Spears, Michaela Shiloh, Ina Wroldsen |

Instrumentación
| - Bajo — Shellback, Thaddaeus Tribbett - Batería — Travis Barker - Guitarra — Brent Paschke, Shellback - Piano — will.i.am - Sintetizador — DJ Ammo, will.i.am | - Teclado — Fraser T. Smith, Max Martin, Shellback - Otros instrumentos — Ammo, Benny Blanco, Billboard, Bloodshy, Dr. Luke, Dream Machine, Mikkel S. Eriksen, Tor Erik Hermansen, Rodney Jerkins, JMIKE, Henrik Jonback, Alexander Kronlund, Magnus, Max Martin, Sandy Vee |

Tecnicismo y producción
| - Escritura — Tiffany Amber, Heather Bright, Jeremy Coleman, Joshua Coleman, Esther Dean, Mikkel S. Eriksen, Fraser T. Smith, Lukasz Gottwald, Traci Hale, Tor Erik Hermansen, Jacob Kasher Hindlin, Christian Karlsson, Claude Kelly, Savan Kotecha, Alexander Kronlund, Rodney Jerkins, Mathieu Jomphe, Henrik Jonback, Benjamin Levin, Magnus Lidehäll, Thomas Lumpkins, Kasia Livingston, Livvi Franc, Max Martin, Nicole Morier, Kesha Sebert, Shellback, Michaela Shiloh, Britney Spears, Sophie Stern, Henry Walter, Sandy Wilhelm, will.i.am, Pontus Winnberg, Emily Wright, Ina Wroldsen - Grabación — Beatriz Artola, Mike Donaldson, Mikkel S. Eriksen, Josh Gudwin, Kuk Harrell, Chris Holmes, Padraic Kerin, Tony Mardini, Max Martin, Sandy Vee, Shellback, Orlando Vitto, Miles Walker, will.i.am - Asistencia de grabación — Eric Eylands | - Ingeniería — John Hanes, Sam Holland, Padraic Kerin, Chris O'Ryan, will.i.am, Emily Wright - Asistencia de ingeniería — Eric Eylands, Aniela Gottwald, Tatiana Gottwald, Vezna Gottwald, Jeremy Levin, Rob Murray, Tim Roberts, Eric Weaver - Masterización — Tom Coyne - Mezcla — Dylan Dresdow, Serban Ghenea, Rodney Jerkins - Producción — Ammo, Benny Blanco, Billboard, Bloodshy, Darkchild, Dr. Luke, Dream Machine, Fraser T. Smith, Kuk Harrell*, JMIKE, Henrik Jonback, Magnus, Max Martin, Oligee, Sandy Vee, Shellback, Stargate, will.i.am, Emily Wright* - Programación — Ammo, Benny Blanco, Billboard, DJ Ammo, Dr. Luke, Dream Machine, Fraser T. Smith, JMIKE, Alexander Kronlund, Max Martin, Shellback, will.i.am |

## Historial de publicaciones
| País o estado              | Fecha               | Sello        | Edición(es)         | Ref.    |
| -------------------------- | ------------------- | ------------ | ------------------- | ------- |
| Historial de publicaciones |                     |              |                     |         |
| Alemania                   | 25 de marzo de 2011 | Sony Music   | Estándar y de lujo  | [ 316 ] |
| Australia                  | 25 de marzo de 2011 | Sony Music   | Estándar y de lujo  | [ 265 ] |
| Dinamarca                  | 25 de marzo de 2011 | Sony Music   | Estándar y de lujo  | [ 298 ] |
| Países Bajos               | 25 de marzo de 2011 | Sony Music   | Estándar y de lujo  | [ 306 ] |
| Noruega                    | 25 de marzo de 2011 | Sony Music   | Estándar y de lujo  | [ 305 ] |
| Suecia                     | 25 de marzo de 2011 | Sony Music   | Estándar y de lujo  | [ 308 ] |
| México                     | 28 de marzo de 2011 | Sony Music   | Estándar y de lujo  | [ 260 ] |
| Nueva Zelanda              | 28 de marzo de 2011 | Sony Music   | Estándar y de lujo  | [ 267 ] |
| Reino Unido                | 28 de marzo de 2011 | RCA Records  | Estándar y de lujo  | [ 317 ] |
| Estados Unidos             | 29 de marzo de 2011 | Jive Records | Estándar y de lujo  | [ 318 ] |
| Finlandia                  | 30 de marzo de 2011 | Sony Music   | Estándar y de lujo  | [ 301 ] |
| Japón                      | 6 de abril de 2011  | Sony Music   | Estándar y de lujo  | [ 264 ] |
| Estados Unidos             | 22 de abril de 2011 | Jive Records | Premium Fan Edition |         |